# Bertrab-Gletscher
Der Bertrab-Gletscher ist ein Gletscher am östlichen Ende Südgeorgiens. Er liegt am Kopfende des Gold Harbour.
Teilnehmer der Zweiten Deutschen Antarktisexpedition (1911–1912) kartierten ihn. Expeditionsleiter Wilhelm Filchner benannte den Gletscher nach Generalleutnant Hermann von Bertrab (1857–1940), dem Leiter der Preußischen Landaufnahme und einer der Vorsitzenden des Vereins „Deutsche Antarktische Expedition“, der für die Einwerbung von Sponsorengeldern und logistische Belange der Forschungsreise gegründet worden war.